# ريغينا بيريرا
ريغينا بيريرا (13 أغسطس 1992 بالبرتغال - ) هي لاعبة كرة قدم برتغالية في مركز الدفاع. شاركت مع منتخب البرتغال لكرة القدم للسيدات.

## وصلات خارجية
- ريغينا بيريرا على موقع الاتحاد الدولي للمبارزة (الإنجليزية)
- ريغينا بيريرا على موقع قاعدة بيانات كرة القدم.إي يو (الإنجليزية)
- ريغينا بيريرا على موقع Soccerway.com (الإنجليزية)